# WWE Crown Jewel
WWE Crown Jewel é um evento de wrestling profissional produzido pela WWE, uma promoção americana. É transmitido ao vivo e disponível apenas através de pay-per-view (PPV) e dos serviços de streaming online Peacock e WWE Network. Estabelecido em 2018, o evento tem sido realizado todos os anos desde então, exceto em 2020, devido à pandemia de COVID-19 naquele ano. Ele normalmente ocorre entre o final de outubro e o início de novembro. Desde 2024, o evento passou a ser centrado nas lutas pelos Campeonatos do Crown Jewel masculino e feminino, disputadas entre os respectivos campeões mundiais das divisões Raw e SmackDown da WWE, com o objetivo de determinar quem é o "melhor dos melhores".
O evento foi originalmente o principal evento recorrente da WWE realizado na Arábia Saudita, como parte de uma parceria de 10 anos em apoio à Saudi Vision 2030; o Crown Jewel inaugural foi o segundo evento dessa parceria. O nome do evento fazia originalmente referência ao fato de ocorrer em Riade, capital da Arábia Saudita, sendo realizado como parte do festival Riyadh Season. Devido ao Royal Rumble de 2026 fazer parte da edição 2025–2026 do Riyadh Season, o Crown Jewel de 2025 será realizado em Perth, Austrália.

## História
No início de 2018, a promoção de wrestling profissional americana WWE iniciou uma parceria multiplataforma estratégica de 10 anos com a Ministério do Esporte (anteriormente Autoridade Geral de Esportes; renomeada em 2020) em apoio ao Saudi Vision 2030, o programa de reforma social e econômica da Arábia Saudita. O primeiro pay-per-view (PPV) e evento da WWE Network sob esta parceria, o Greatest Royal Rumble, foi realizado na Cidade dos Esportes Rei Abdullah em Jeddah em 27 de abril de 2018. A sequência foi realizada em 2 de novembro intitulada Crown Jewel, que foi realizada no Estádio Universitário Rei Saud, em Riade, capital da Arábia Saudita; o show foi encabeçado pelo primeiro (e, finalmente, único) torneio "WWE World Cup", e uma luta de duplas entre D-Generation X e The Brothers of Destruction.
Um segundo evento Crown Jewel foi realizado no ano seguinte em 31 de outubro de 2019, no Estádio Internacional King Fahd, também em Riad, estabelecendo assim o Crown Jewel como um evento recorrente para a parceria da Arábia Saudita e, especificamente, um evento recorrente em Riad. Por causa dos regulamentos relacionados à pandemia do COVID-19, o Crown Jewel não ocorreu em 2020; no entanto, o evento retornou em 2021 e foi realizado em 21 de outubro na Arena Mohammed Abdu no Boulevard em Riad. O evento de 2021 também foi o primeiro Crown Jewel a ir ao ar no canal WWE Network de Peacock, após a fusão da versão americana da WWE Network sob Peacock em março daquele ano.
Em 23 de maio de 2022, a WWE anunciou que o Crown Jewel de 2022 será realizado no sábado, 5 de novembro. O evento será realizado no Mrsool Park, marcando a segunda Crown Jewel a ser realizada neste local após o evento inaugural de 2018, que foi realizado lá quando anteriormente era conhecido como Estádio da Universidade King Saud; o nome do estádio foi alterado para Mrsool Park em 2020. O evento de 2023 foi confirmado para ser realizado na Arena Mohammed Abdu, marcando a segunda Jóia da Coroa realizada neste local após o evento de 2021.
O evento de 2024 introduziu os Campeonatos do Crown Jewel para homens e mulheres. Foi anunciado que essa luta seria uma disputa anual do Crown Jewel, realizada entre os campeões mundiais masculinos e femininos atuais do Raw e SmackDown, para determinar o "melhor dos melhores". Os vencedores inaugurais foram o campeão indiscutível da WWE do SmackDown, Cody Rhodes, e a campeã mundial feminina do Raw, Liv Morgan.
Devido ao Royal Rumble de 2026 ocorrer em Riade como parte da edição 2025–2026 do Riyadh Season, a WWE realizará apenas um evento na Arábia Saudita em 2025, com 2026 tendo três eventos. Por essa razão, o Crown Jewel não foi agendado para a Arábia Saudita em 2025. Em vez disso, o Crown Jewel de 2025, também promovido como Crown Jewel: Perth, foi agendado para Perth, Austrália, na RAC Arena, no dia 11 de outubro de 2025, marcando o primeiro Crown Jewel a não ser realizado na Arábia Saudita. Isso ocorreu depois que a WWE anunciou seu retorno à Austrália em algum momento de 2025, devido ao grande sucesso do Elimination Chamber de 2024, que também foi realizado em Perth.

## Eventos
| #                                                 | Evento             | Data                  | Cidade                                    | Local                           | Evento principal | Ref           |
| ------------------------------------------------- | ------------------ | --------------------- | ----------------------------------------- | ------------------------------- | --- | ------------- |
| 1                                                 | Crown Jewel (2018) | 2 de novembro de 2018 | Riade, Província de Riade, Arábia Saudita | King Saud University Stadium    | D-Generation X (Shawn Michaels e Triple H) vs. The Brothers of Destruction (Kane e The Undertaker)                                                           | [ 5 ]         |
| 2                                                 | Crown Jewel (2019) | 31 de outubro de 2019 | Riade, Província de Riade, Arábia Saudita | King Fahd International Stadium | Seth Rollins (c) vs. "The Fiend" Bray Wyatt em uma luta Falls Count Anywhere que não poderia ser parado por qualquer motivo pelo Campeonato Universal da WWE | [ 6 ] [ 17 ]  |
| 3                                                 | Crown Jewel (2021) | 21 de outubro de 2021 | Riade, Província de Riade, Arábia Saudita | Mohammed Abdu Arena             | Roman Reigns (c) vs. Brock Lesnar pelo Campeonato Universal da WWE                                                                                           | [ 7 ] [ 18 ]  |
| 4                                                 | Crown Jewel (2022) | 5 de novembro de 2022 | Riade, Província de Riade, Arábia Saudita | Mrsool Park                     | Roman Reigns (c) vs. Logan Paul pelo Campeonato Indiscutível Universal da WWE                                                                                | [ 9 ]         |
| 5                                                 | Crown Jewel (2023) | 4 de novembro de 2023 | Riade, Província de Riade, Arábia Saudita | Mohammed Abdu Arena             | Roman Reigns (c) vs. LA Knight pelo Campeonato Indiscutível Universal da WWE                                                                                 | [ 19 ] [ 11 ] |
| 6                                                 | Crown Jewel (2024) | 2 de novembro de 2024 | Riade, Província de Riade, Arábia Saudita | Mohammed Abdu Arena             | Gunther (campeão mundial dos pesos pesados) vs. Cody Rhodes (campeão indiscutível da WWE) pelo inaugural Campeonato do Crown Jewel da WWE                    | [ 20 ]        |
| 7                                                 | Crown Jewel (2025) | 11 de outubro de 2025 | Perth, Austrália Ocidental, Austrália     | RAC Arena                       | TBA | [ 21 ]        |
| (c) – refere-se ao(s) campeão(s) indo para a luta |                    |                       |                                           |                                 | |               |

## Títulos e prêmios
Esses são feitos que ocorreram como atrações especiais nos eventos Crown Jewel, sem incluir as lutas de campeonatos regulares.
As cores e os símbolos indicam a marca dos campeões.
| † | Raw | ‡ | SmackDown | § | NXT | ∞ | Sem marca |

### Campeonatos do Crown Jewel
Para o evento Crown Jewel de 2024, a WWE introduziu os Campeonatos do Crown Jewel tanto para os homens quanto para as mulheres. Os respectivos campeonatos são concedidos ao vencedor de uma luta anual entre os campeões mundiais atuais do Raw e SmackDown. No entanto, os títulos mundiais do Raw e SmackDown não são defendidos, e sim, os vencedores são coroados campeões do Crown Jewel masculino e feminino, determinando quem é o "melhor dos melhores". Embora os campeonatos sejam representados com cinturões, os respectivos vencedores recebem um anel Crown Jewel (semelhante ao anel do Super Bowl), enquanto os cinturões permanecem em exibição na atração WWE Experience em Riade. Os vencedores inaugurais de 2024 foram o campeão indiscutível da WWE do SmackDown, Cody Rhodes, e a campeã mundial feminina do Raw, Liv Morgan.
|  | Cody Rhodes ‡ | 1 | 2024 | Derrotou o campeão mundial dos pesos pesados do Raw, Gunther, para se tornar o campeão inaugural. | [ 13 ] |
|  | Liv Morgan †  | 1 | 2024 | Derrotou a campeã feminina da WWE do SmackDown, Nia Jax, para se tornar a campeã inaugural.       | [ 13 ] |

### Conquistas anteriores
| Copa do Mundo da WWE     | Individual               | Shane McMahon ‡                           | 2018 | Derrotou Dolph Ziggler do Raw na final do torneio para ganhar o troféu da Copa do Mundo da WWE. | [ 22 ] |
| Copa do Mundo da WWE     | Dupla                    | The O.C. (Luke Gallows e Karl Anderson) † | 2019 | Eliminaram por último Viking Raiders (Erik e Ivar) do Raw em uma luta de duplas turmoil intermarca com nove equipes para ganhar o troféu da Copa do Mundo de Duplas da WWE.                                              | [ 23 ] |
| Torneio King of the Ring | Torneio King of the Ring | Xavier Woods †                            | 2021 | Derrotou Finn Bálor do SmackDown para se tornar o 22º vencedor do torneio King of the Ring. Em 2024, a final do torneio foi realizada no King and Queen of the Ring.                                                     | [ 24 ] |
| Torneio Queen's Crown    | Torneio Queen's Crown    | Zelina Vega ‡                             | 2021 | Derrotou Doudrop do Raw na final do torneio para se tornar a vencedora inaugural do torneio Queen's Crown. Em 2024, o nome do torneio foi alterado para Queen of the Ring e foi realizado no King and Queen of the Ring. | [ 24 ] |